# Hans Weingartner
Hans Weingartner (* 2 de noviembre de 1970 en Feldkirch, Vorarlberg) es un director y productor de cine austriaco.

## Biografía
En su juventud Weingartner practicó piragüismo en Canadá y ejerció como profesor de ski en su Austria natal. Más tarde estudió en Viena Físicas (1990) y Neurociencia (1991-1997). Trabajó en el campo de la neurocirugía en Berlín, donde se graduó en 1997. Mientras completaba sus estudios científicos, Weingartner se formó también como ayudante de cámara entre 1993 y 1994 y cursó estudios de Cine y Televisión en la Kunsthochschule für Medien de Colonia (1997-2001). 
El éxito le llegó sobre todo por dos películas: la primera fue su trabajo de fin de carrera, Das weisse Rauschen ("El ruido blanco", 2001), rodada parcialmente en el piso de estudiantes que el propio Weingartner compartía en Colonia y en la que Daniel Brühl interpreta el papel de Lukas, un estudiante esquizofrénico; la segunda es Die fetten Jahre sind vorbei (literalmente, "los años de abundancia han terminado", 2004), que narra la historia de tres jóvenes antisistema interpretados por Daniel Brühl, Julia Jentsch y Stipe Erceg. Ambas cintas recibieron multitud de premios. Die fetten Jahre sind vorbei se estrenó en más de 50 países bajo el título inglés "The Edukators".
Weingartner es conocido por la austeridad de sus rodajes. Sus películas suelen realizarse con bajos presupuestos y personal reducido. Weingartner es pariente del antiguo gobernador (Landeshauptmann) del Tirol Wendelin Weingartner, del ÖVP. Hans Weingartner utilizó algunos pastos que su familia posee en dicha región alpina para grabar escenas de Die fetten Jahre sind vorbei.

## Filmografía

### Como productor
- 2007: Free Rainer - Dein Fernseher lügt (título inglés: Reclaim Your Brain)
- 2004: Los edukadores
- 2001: Das weisse Rauschen (título inglés: The White Sound)
- 1999: Frank

### Como director
- 2007: Free Rainer
- 2004: Los edukadores
- 2001: Das weisse Rauschen
- 1999: Frank
- 1995: Der Dreifachstecker (7 min, 16mm, b/n)
- 1993: J-Cam

### Como guionista
- 2004: Die fetten Jahre sind vorbei
- 2001: Das weisse Rauschen
- 1999: Frank

### Como cámara
- 2001: Das weisse Rauschen

### Como intérprete
- 1995: Before Sunrise